# Zimowa Uniwersjada 1999

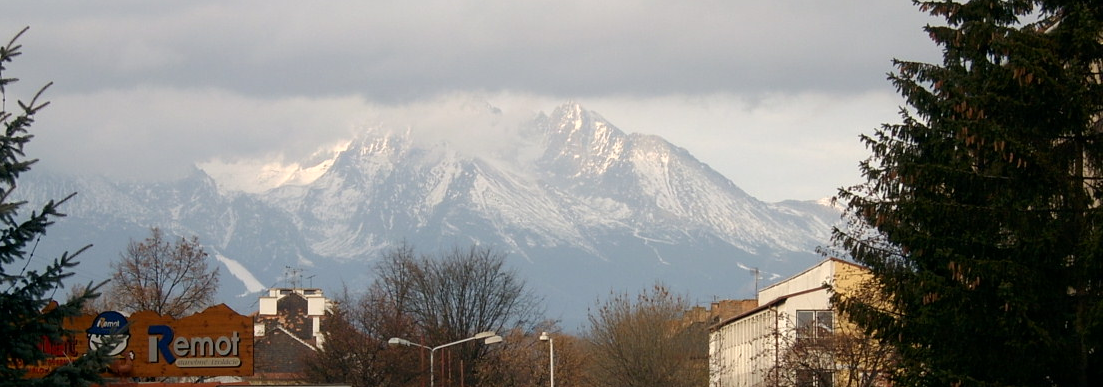
Tatry widziane z Popradu

19. Zimowa Uniwersjada – międzynarodowe zawody sportowe studentów, które odbyły się na Słowacji. Głównym centrum Uniwersjady był Poprad. Impreza została zorganizowana między 22, a 30 stycznia 1999 roku. Nad organizacją zawodów czuwała Fédération Internationale du Sport Universitaire.

## Polskie medale
Reprezentanci Polski zdobyli 10 medali. Wynik ten dał polskiej drużynie 5. miejsce w klasyfikacji medalowej.

### Złoto
- Tomasz Sikora – biathlon, sprint 10 km
- Tomasz Sikora – biathlon, 12,5 km na dochodzenie
- Małgorzata Kukucz – snowboard, slalom gigant
- Agata Suszka, biathlon, 10 km na dochodzenie
- Łukasz Kruczek, narciarstwo klasyczne, skoki K 90 indywidualnie

### Srebro
- Tomasz Sikora – biathlon, 20 km
- Adrianna Babik – biathlon, 15 km

### Brąz
- Agata Suszka, Adrianna Babik, Iwona Daniluk – biathlon, sztafeta 3 × 7,5 km
- Małgorzata Kukucz – snowboard, snowboardcross
- Agata Błażowska i Marcin Kozubek – łyżwiarstwo figurowe

## Klasyfikacja medalowa
| Klasyfikacja medalowa | Klasyfikacja medalowa | Klasyfikacja medalowa | Klasyfikacja medalowa | Klasyfikacja medalowa | Klasyfikacja medalowa |
| --------------------- | --------------------- | --------------------- | --------------------- | --------------------- | --------------------- |
| Miejsce               | Reprezentacja         | Złoto                 | Srebro                | Brąz                  | Razem                 |
| 1                     | Rosja                 | 8                     | 11                    | 11                    | 30                    |
| 2                     | Austria               | 7                     | 3                     | 0                     | 10                    |
| 3                     | Słowacja              | 4                     | 7                     | 7                     | 18                    |
| 4                     | Japonia               | 4                     | 5                     | 7                     | 16                    |
| 5                     | Polska                | 4                     | 3                     | 3                     | 10                    |
| 6                     | Ukraina               | 4                     | 1                     | 2                     | 7                     |
| 7                     | Włochy                | 4                     | 0                     | 2                     | 6                     |
| 8                     | Francja               | 4                     | 0                     | 2                     | 6                     |
| 9                     | Chiny                 | 3                     | 5                     | 6                     | 14                    |
| 10                    | Szwecja               | 3                     | 2                     | 3                     | 8                     |
| 11                    | Bułgaria              | 3                     | 0                     | 2                     | 5                     |
| 12                    | Białoruś              | 2                     | 2                     | 2                     | 6                     |
| 13                    | Kanada                | 1                     | 2                     | 1                     | 4                     |
| 14                    | Niemcy                | 1                     | 0                     | 3                     | 4                     |
| 15                    | Szwajcaria            | 0                     | 4                     | 0                     | 4                     |
| 16                    | Czechy                | 0                     | 2                     | 1                     | 3                     |
| 17                    | Stany Zjednoczone     | 0                     | 2                     | 0                     | 2                     |
| 18                    | Słowenia              | 0                     | 1                     | 2                     | 3                     |
| 19                    | Hiszpania             | 0                     | 1                     | 0                     | 1                     |
| 20                    | Belgia                | 0                     | 1                     | 0                     | 1                     |